# Handley Page Dart Herald

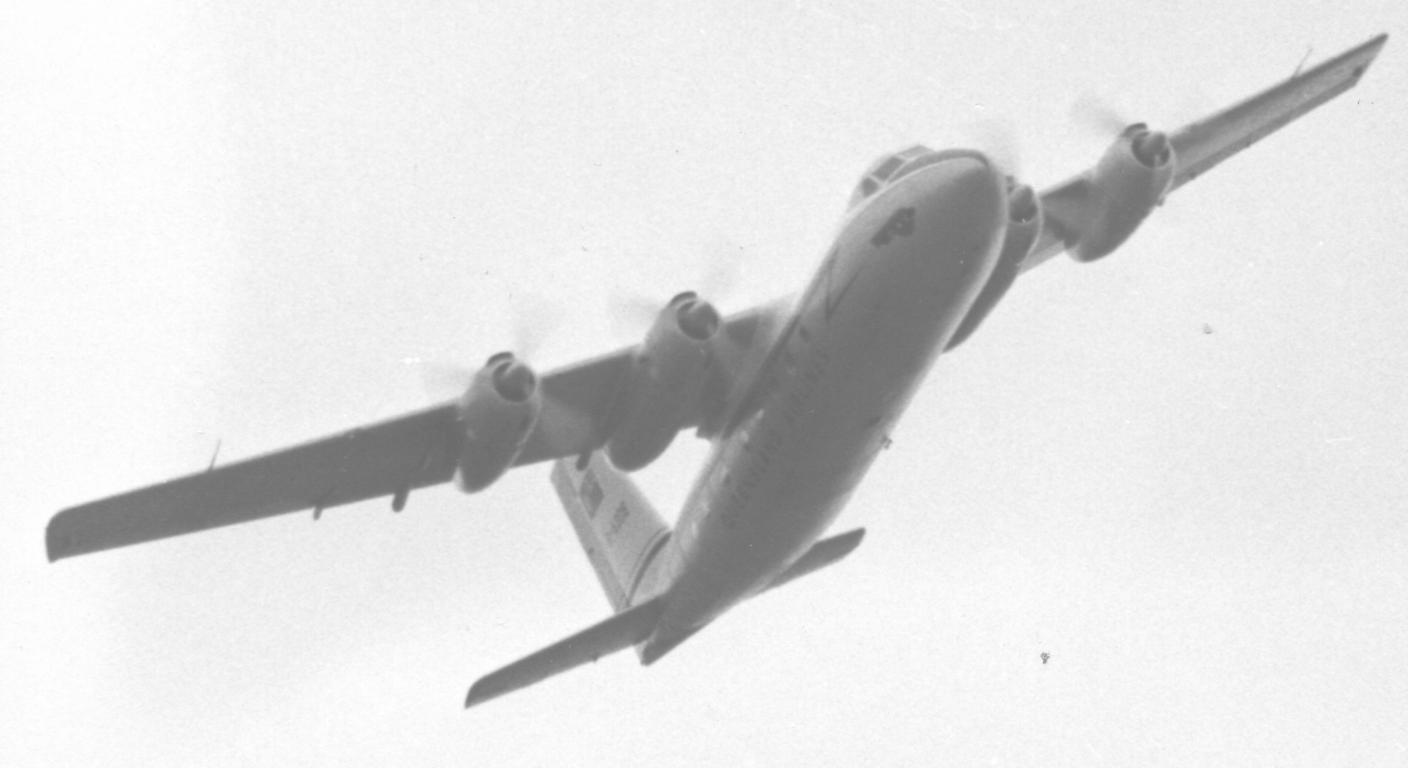
Il prototipo dell'HPR.3 Herald all'Air Show di Farnborough nel 1955.

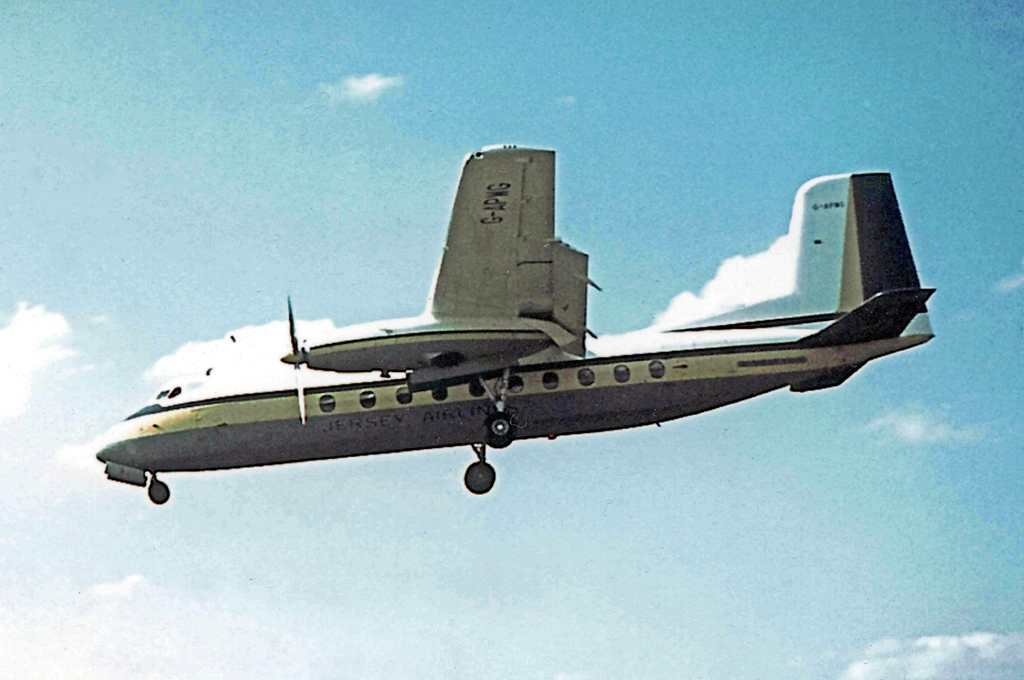
Un Handley Page HPR.7 Herald Serie 201 della Jersey Airlines in atterraggio all'aeroporto di Manchester nel 1962.

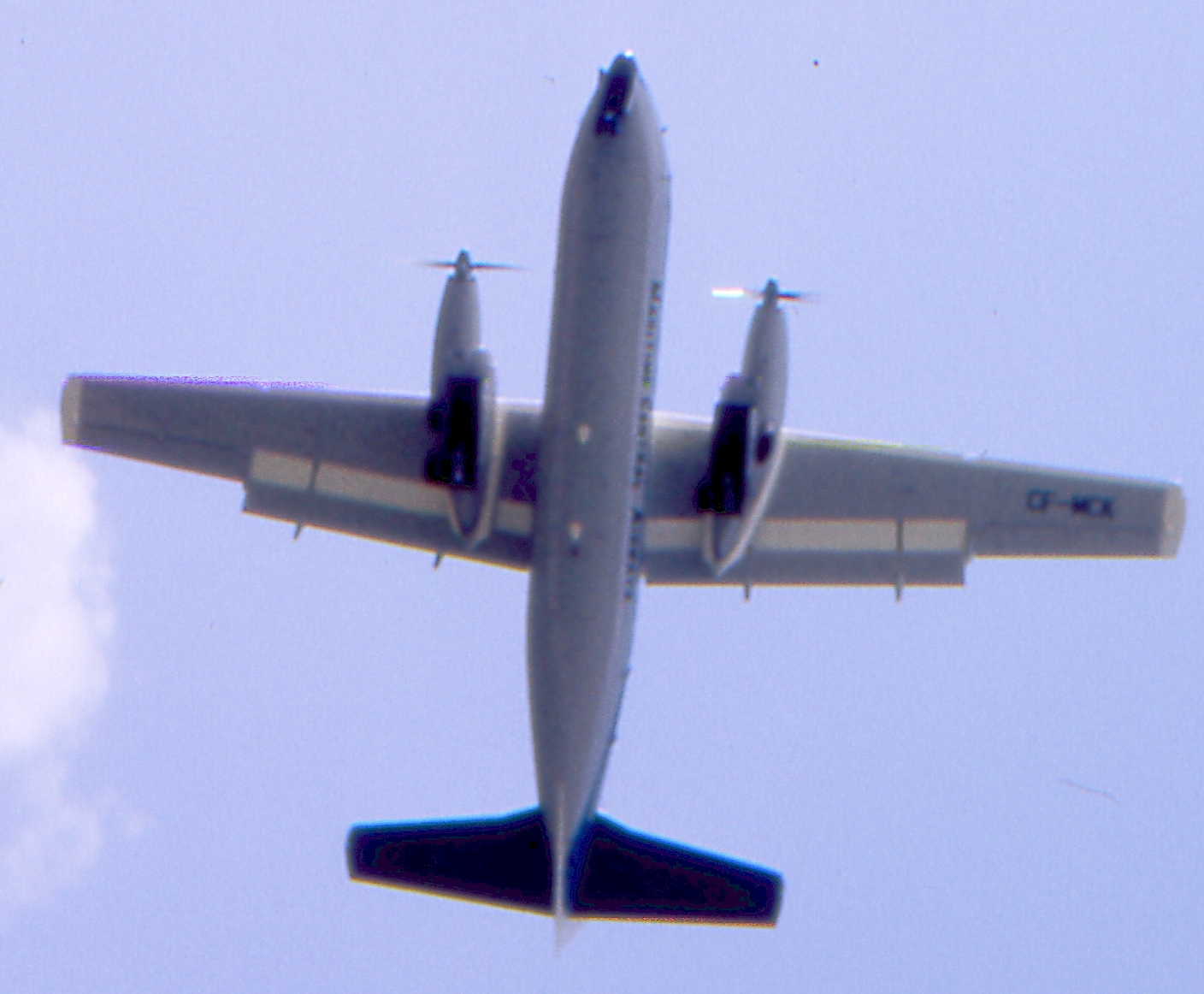
Un Dart Herald Serie 202 all'Air Show di Farnborough nel 1962.

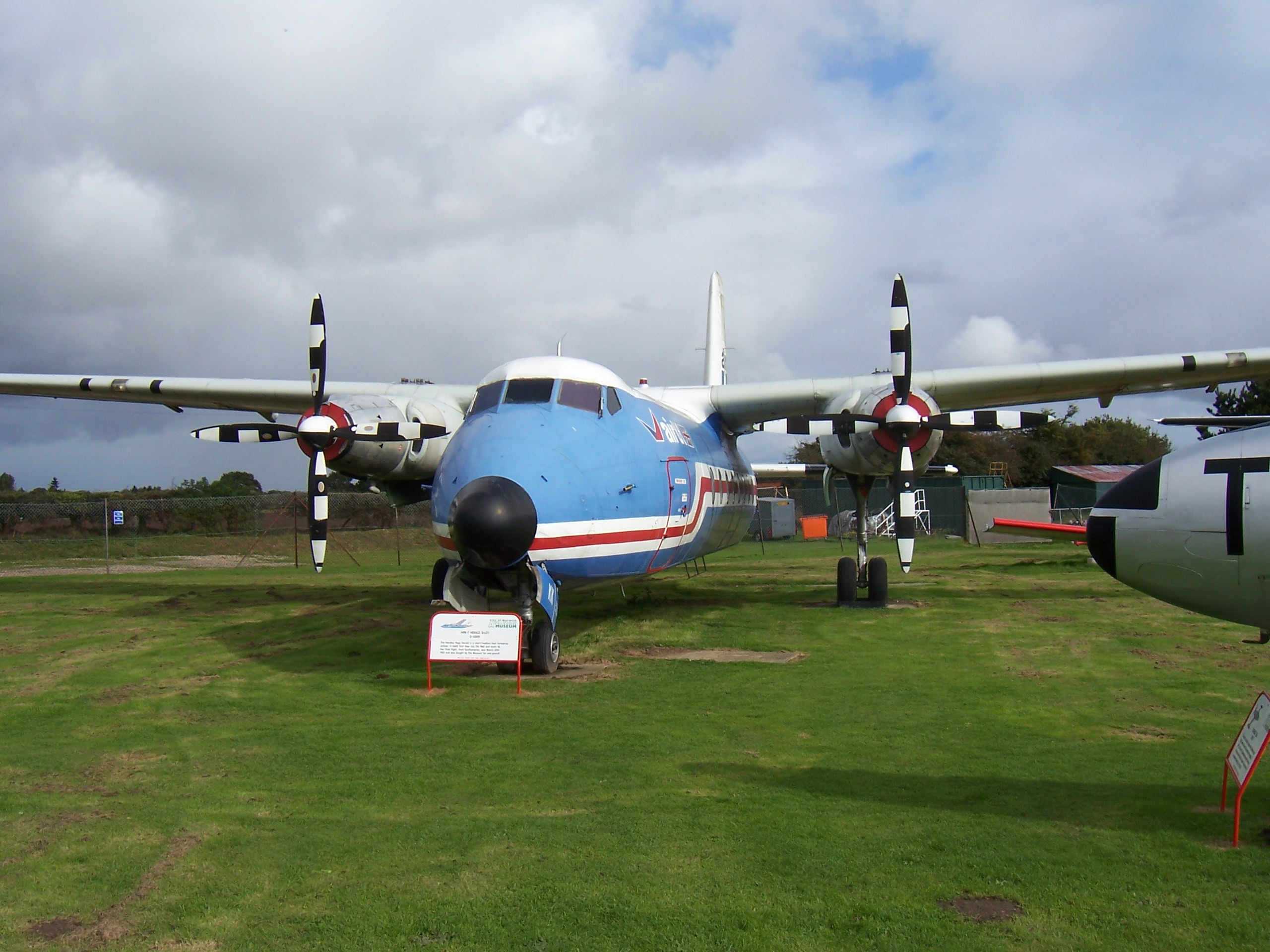
Vista anteriore di un Dart Herald

Un Dart Herald Serie 203 dell'Itavia a Linate nel 1973.

L'Handley Page Dart Herald (in italiano: Araldo) conosciuto anche come HPR.7 Dart Herald è stato un aereo passeggeri turboelica degli anni cinquanta del XX secolo.

## Storia del progetto
Nella metà degli anni cinquanta la Handley Page Aircraft Company sviluppò un nuovo aereo di linea regionale, destinato a sostituire i vecchi Douglas DC-3, in particolare nei paesi del terzo mondo.
Il progetto, originariamente conosciuto come HPR.3 Herald, fu prodotto dall'ufficio tecnico della Handley Page (Reading) Limited, l'ex Miles Aircraft di Frederick George Miles, che aveva già sviluppato il modello di un precedente aereo di linea, il Marathon Miles. L'Herald fu un ampio ri-sviluppo del progetto originale del Marathon, dalla caratteristica ala alta. La divisione Handley Page Reading riuscì a produrre un aeromobile con un design moderno ed eccellenti prestazioni e caratteristiche di volo, tuttavia fece un grave errore di valutazione: l'HPR.3 Herald fu dotato di quattro motori a pistoni, come il più piccolo Marathon.
I motori impiegati erano degli Alvis Leonides Major, radiali a 14 cilindri da 870 hp (650 kW), che muovevano delle eliche tripala. Nonostante i motori turboelica Rolls-Royce Dart, utilizzati nel Vickers Viscount, avessero già avuto successo, Handley Page non ne tenne conto in questa fase di progettazione dell'Herald, in particolare non considerò la richiesta che il mercato già aveva per il nuovo turboelica. Questo errore di valutazione e il ritardo conseguente, fu un grosso errore che, alla fine, costò caro, perché l'Herald perse la sua occasione, come alcuni altri classici velivoli inglesi dell'epoca.
Comunque, l'Herald, in molti campi fu un aereo all'avanguardia per quei tempi. La sua cabina pressurizzata fino a 9.140 m (30.000 piedi), poteva ospitare fino a 47 passeggeri nella serie 100 (fino da 44 in origine), e poteva facilmente superare i 480 km/h (300 mph) in volo livellato. Il rateo iniziale di salita era di oltre 1.800 piedi/min. Il primo prototipo di Herald, marche G-AODE, fece il primo volo il 25 agosto 1955 e venne esibito al Farnborough Air Show due settimane dopo. Nonostante le compagnie Queensland Airlines, Australian National Airways e Lloyd Aéreo Colombiano avessero inizialmente ordinato 29 velivoli, gli ordinativi vennero successivamente annullati, lasciando completato solo il primo prototipo. Come risultato Handley Page comprese, tardivamente, che avrebbe dovuto fare un cambiamento importante nella configurazione dei motori se voleva dare una possibilità di mercato all'Herald.
Il progetto Herald aveva già comportato un investimento di risorse molto consistente, e la dirigenza dell'Handley Page discusse se proseguire o meno, alla fine decise di continuare nel progetto, annunciando una nuova versione potenziata, rielaborando l'ala per utilizzare il turboelica Rolls-Royce Dart dotato di quattro pale Dowty Rotol da 3,81 m (12.5 ft) a passo variabile e allungando la fusoliera di 51 cm (20 in). Il primo prototipo della serie 100 volò 11 marzo 1958. Designato come HPR.7 Dart Herald, il nuovo velivolo entrò in produzione nel 1959 ed il primo esemplare volò il 30 ottobre di quell'anno. Il primo ordine fu fatto dalla compagnia britannica BEA.

### Produzione
L'Herald attirò subito interessi in tutto il mondo per le sue sorprendenti prestazioni di decollo in campo corto e le eccellenti caratteristiche di volo, ma l'Handley Page non riuscì a concludere molti dei contratti, come invece fecero i rivali Fokker F27 e Hawker Siddeley HS 748, entrambi significativamente più economici. Ci furono alcune speculazioni circa l'origine del progetto dell'F27, che effettuò il primo volo prima dell'Herald in configurazione a turboelica. Una caratteristica fondamentale dell'Herald era l'ala alta, ma in particolare un diedro negativo nel bordo di uscita. Inoltre la pinna verticale dell'Herald era coperta di piccole parti aerodinamiche che gli aggiungevano una eccellente stabilità.
Nonostante la riprogettazione, che trasformò l'HPR.3 nell'HPR.7 Herald, vennero costruiti solo quattro velivoli della Serie 100 a 47 posti. Credendo che fosse necessaria una versione ancora più grande Handley Page decise di produrre la Serie 200, dotato di una fusoliera allungata di 1,07 m (3.4 ft) per portare i posti a sedere da 47 a 56, con i corrispondenti pesi aumentati. La produzione della Serie 200 iniziò nel 1961 e il primo modello venne consegnato alla Jersey Airlines nel gennaio 1962. Tuttavia, a quel punto si erano già perse le occasioni di vendita precedentemente ipotizzabili e durante i sei anni di produzione della Serie 200 ne vennero costruiti solo 36 esemplari.
La Serie 400 dell'Herald fu sviluppata nel 1964, come "aereo da trasporto tattico", appositamente costruita per la Tentera Udara Diraja Malaysia, l'aeronautica militare malese, con una porta di carico laterale ed il pavimento della cabina rinforzato. L'Handley Page, credendo che l'Herald fosse ancora troppo piccolo, progettò la Serie 700 da 60 posti, spinta dai Rolls-Royce Dart Mk.532s, con aumentate capacità di combustibile e di pesi.
Un tentativo tardivo di rilanciare le vendite venne fatto mettendo in produzione otto cellule della Serie 700. Il progetto venne annullato quando molte delle cellule si stavano avvicinando al completamento e vennero successivamente demolite. Il 50º e ultimo Herald, della Serie 200, costruito per l'israeliana Arkia, venne consegnato nel mese di agosto 1968 quando la produzione dell'Herald era già stata interrotta e l'attenzione dell'Handley Page era già rivolta all'HP.137 Jetstream.
L'ultimo volo passeggeri dell'Herald avvenne nel 1987, nella tratta Waterford-Luton, operato dalla BAF per conto della Ryanair. Aereo robusto ed affidabile continuò come cargo per il trasporto merci nei voli tra la Gran Bretagna ed il continente europeo per conto di diversi operatori tra cui Royal Mail, BAF, Channel Express, DHL, Elan, Securicor ed altri. Alcuni aerei vennero trasformati in una configurazione speciale convertibile, utilizzati per i passeggeri di giorno e per le merci durante i voli notturni. L'ultimo esemplare rimasto in servizio fu un velivolo Serie 400 della Channel Express, marche G-BEYF, che venne ritirato nel marzo del 1999.

## Versioni
HPR.3 Herald
- Prototipo con quattro motori a pistoni Alvis Leonides Major, 44 posti passeggeri.

HPR.7 Dart Herald
Serie 100
- Prima versione prodotta, dotata di due motori turboelica Rolls-Royce Dart, da 38 a 47 posti passeggeri, 4 esemplari costruiti.

Serie 200
- La versione principale, con fusoliera più lunga rispetto alla Serie 100 e portata da 21,90 m a 23,01 m, 56 posti passeggeri. 36 velivoli costruiti.

Serie 300
- Versione proposta, con modifiche necessarie per soddisfare i requisiti di aeronavigabilità degli Stati Uniti.

Serie 400
- Versione da trasporto militare, derivata della serie 200, con il pavimento rinforzato per il trasporto merci ed un portello di accesso laterale. Adatto al trasporto di 50 soldati o 24 barelle per feriti e assistenti medici. Costruiti 8 esemplari per la Tentera Udara Diraja Malaysia.

Serie 500
- Versione proposta, più potente delle Serie 400.

Serie 600
- Versione proposta, fusoliera allungata di 1,50 m e motori turboelica Dart Mk.532/9 più potenti. Ad alta densità di posti per 64-68 passeggeri.

Serie 700
- Versione a lungo raggio, simile alla Serie 600 ma senza allungamento della fusoliera. Dieci esemplari ordinati dalla VASP ma la produzione non fu mai ultimata.

Serie 800
- Versione militare della Serie 700.

## Utilizzatori

### Civili
Brasile
- SADIA SA Transportes Aéreos (Più tardi rinominata Transbrasil)

 Canada
- Eastern Provincial Airways
- Maritime Central Airways
- Nordair

 Colombia
- Aerosucre
- Líneas Aéreas La Urraca

 Francia
- Europe Aero Service
- Touraine Air Transport
- Trans Azur Aviation

 Germania
- Bavaria Fluggesellschaft

 Guatemala
- Aerovías

 Israele
- Arkia

 Italia
- AGIP Libya Inc.
- Aligiulia
- Columbia
- Itavia

 Giordania
- Alia Jordanian Airlines

 Filippine
- Air Manila International

 Svizzera
- Globe Air

 Taiwan
- Far Eastern Air Transport

 Regno Unito
- Air UK
- Autair International Airlines
- BAC Charter
- BAC Express
- Brymon Airways
- British Air Ferries
- British European Airways
- British Island Airways
- British Midland Airways
- British United Airways
- British United Island Airways
- Channel Express
- Court Line
- Elan Air
- Euroair
- Express Air Freight
- Express Air Services - EAS
- Janes Aviation
- Jersey Airlines
- Securicor Express
- South East Air
- Westair International

 Zaire
- MMM Aero Service

### Militari
Giordania
- Al-Quwwat al-Jawwiyya al-malikiyya al-Urdunniyya

 Malaysia
- Tentera Udara Diraja Malaysia

## Incidenti
- Il 10 agosto 1958, il prototipo di Dart Herald avrebbe dovuto comparire al Farnborough Air Show, ma subì un guasto al motore. La rottura delle tubazioni del carburante causò un grave incendio che bruciò i supporti del motore. Il pilota, lo Squadron Leader Hedley Hazelden, riuscì ad effettuare un atterraggio di fortuna in un campo, compiendo un'impresa di straordinaria abilità.[6]

Ad oggi sono conosciuti altri 16 incidenti che hanno visto coinvolti degli Handley Page Dart Herald, di cui i più gravi sono stati i seguenti:
- Il 17 marzo 1965, dopo un cedimento strutturale della fusoliera, il volo Eastern Provincial Airways 102 si schiantò vicino a Upper Musquodoboit, Nuova Scozia, in Canada, causando la morte di tutte le otto persone a bordo.[8]
- Il 10 aprile 1965, un Dart Herald dell'Alia Royal Jordanian Airlines si schiantò contro una collina vicino a Damasco, in Siria, causando la morte di tutti i 54 passeggeri e membri dell'equipaggio a bordo.[9]
- Il 3 novembre 1967, il volo Sadia Transportes Aéreos da San Paolo del Brasile a Curitiba si schiantò contro un monte a circa 1.400 m di altezza nel corso della fase di discesa in IFR verso la pista 15 dell'aeroporto di Curitiba-Alfonso Pena. Morirono nell'impatto 21 delle 25 persone a bordo.[10]
- Il 24 febbraio 1969, il volo Far Eastern Air Transport 104 si schiantò mentre si apprestava all'atterraggio dopo lo spegnimento del motore numero due, nei pressi di Tainan, a Taiwan, causando la morte di tutte le 36 persone a bordo.[11]
- Il 2 novembre 1973 il volo Líneas Aéreas La Urraca dall'aeroporto di Arauca-Santiago Pérez all'aeroporto di Cúcuta-Camilo Daza, in Colombia, precipitò mentre era in fase di atterraggio nei pressi dell'aeroporto Vanguardia di Villavicencio. Sul velivolo, nel precedente atterraggio ad Arauca, dopo un volo da Paz de Ariporo e Tame, era stata notata una perdita di fluido idraulico dal motore sinistro. Un tubo lesionato venne sostituito prima della ripartenza per Cúcuta. A soli 5 minuti dal decollo la cabina di pilotaggio si riempì di fumo con odore di bruciato. Ci si accorse allora che il carrello d'atterraggio era ancora esteso anche se gli indicatori lo davano per retratto. Il pilota decise quindi di deviare la rotta verso Villavicencio e fece due giri a bassa quota attorno all'aeroporto in attesa di avere le disposizioni necessarie dal capo manutenzione e dall'istruttore della compagnia aerea. Mentre si trovava in avvicinamento finale alla pista 22 il pilota, su istruzione ricevuta da terra, rallentò il motore 1 in via precauzionale. Dopo aver superato il limite di bassa quota al motore venne ridata potenza ma l'aereo virò lentamente a sinistra e, perdendo ulteriormente quota, si schiantò in fiamme. Delle 16 persone a bordo 6 persero la vita: 3 dei 4 membri dell'equipaggio e 3 passeggeri.[12]
- L'11 settembre 1984 il volo MMM Aero Services precipitò nel fiume Kwango nella Repubblica Democratica del Congo, allora Zaire. Vi furono 30 vittime tra i 36 occupanti.[13]
- Il 5 novembre 1989 il volo cargo di Aerosucre Colombia si schiantò contro una montagna durante un forte piovasco nel dipartimento di Tolima in Colombia, causando la morte delle 6 persone a bordo.[14]
- Il 16 settembre 1991 il volo cargo di LACOL Colombia si schiantò mentre era in fase di atterraggio all'aeroporto di Barranquilla-Ernesto Cortissoz in Colombia, causando la morte delle 5 persone a bordo.[15]